# Avram Davidson
Avram Davidson (n. 23 aprilie 1923, Yonkers, New York, SUA – d. 8 mai 1993, Bremerton⁠(d), Washington, SUA)  a fost un scriitor american de ficțiune fantasy, science fiction și literatură polițistă. Este și autorul unor scrieri care nu se încadrează într-un gen anume. El a câștigat un premiu Hugo  și trei World Fantasy pentru lucrări în genul science fiction și fantasy, un premiu World Fantasy pentru recunoașterea muncii de o viață și premiul revistei Ellery Queen's Mystery pentru o povestire și Premiul Edgar pentru lucrări de mister. Davidson a editat The Magazine of Fantasy & Science Fiction în perioada 1962 - 1964.  Ultimul său roman The Boss in the Wall: A Treatise on the House Devil a fost finalizat de Grania Davis și a fost nominalizat la Premiul Nebula în 1998. The Encyclopedia of Science Fiction îl descrie ca fiind "probabil scriitorul cel mai explicit de SF".

## Lucrări
- Seria Kar-Chee  
  - Rogue Dragon, Ace, 1965
  - The Kar-Chee Reign, Ace Double, 1966
- Seria Vergil Magus (o serie fantastică care are loc într-o lume antică mediteraneană, în care există harpii, basiliscuri și satiri în timpul Războaielor Punice).
  - The Phoenix and the Mirror, Doubleday, 1969; retipărită în 1970 ca The Phoenix and the Mirror or, The Enigmatic Speculum în seria Ace Science Fiction Specials
  - Vergil in Averno,  Doubleday, 1987
  - The Scarlet Fig; or Slowly through a Land of Stone; Rose Press, 2005
- Seria Peregrine 
  - Peregrine: Primus, Walker, 1971
  - Peregrine: Secundus, Berkley, 1981
- Romane de sine stătătoare:  
  - Mutiny in Space, Pyramid, 1964
  - Rork!, Berkley, 1965
  - Masters of the Maze, Pyramid, 1965
  - Clash of Star-Kings, Ace Double, 1966
  - The Enemy of My Enemy, Berkley, 1966
  - The Island Under the Earth, apărută în seria Ace Science Fiction Specials, 1969
  - Ursus of Ultima Thule, Avon, 1973
- Cu Ward Moore
  - Joyleg, Pyramid, 1962
- Cu Grania Davis
  - Marco Polo and the Sleeping Beauty, Baen, 1987
  - The Boss in the Wall, A Treatise on the House Devil, Tachyon Publications, 1998
- Colecții
  - Or All the Seas with Oysters, Berkley, 1962
  - What Strange Stars and Skies, Ace, 1965
  - Strange Seas and Shores, Doubleday, 1971
  - The Enquiries of Doctor Eszterhazy, Warner, 1975
  - The Best of Avram Davidson, Doubleday, 1979
  - Collected Fantasies, Berkley, 1982
  - The Adventures of Doctor Eszterhazy, Owlswick, 1990
  - Adventures in Unhistory, Owlswick, 1993
  - The Avram Davidson Treasury, Tor, 1998
  - The Investigations of Avram Davidson, Owlswick, 1999 [povestiri de mister]
  - Everybody Has Somebody in Heaven, Devora, 2000
  - The Other Nineteenth Century, Tor, 2001
  - ¡Limekiller!, Old Earth Books, 2003
- cărți de mister sub pseudonimul Ellery Queen: 
  - And on the Eighth Day, Random House, 1964
  - The Fourth Side of the Triangle, Random House, 1965

Povestirea Or All the Seas with Oysters a câștigat Premiul Hugo pentru cea mai bună povestire în 1958.

## Legături externe
- The Avram Davidson Website
- Bactra Review – a brief appreciation of Davidson
- Avram Davidson la Internet Speculative Fiction Database
- Biography from Embiid Publishing

## Vezi și
- Listă de editori de literatură științifico-fantastică